# Abjuration

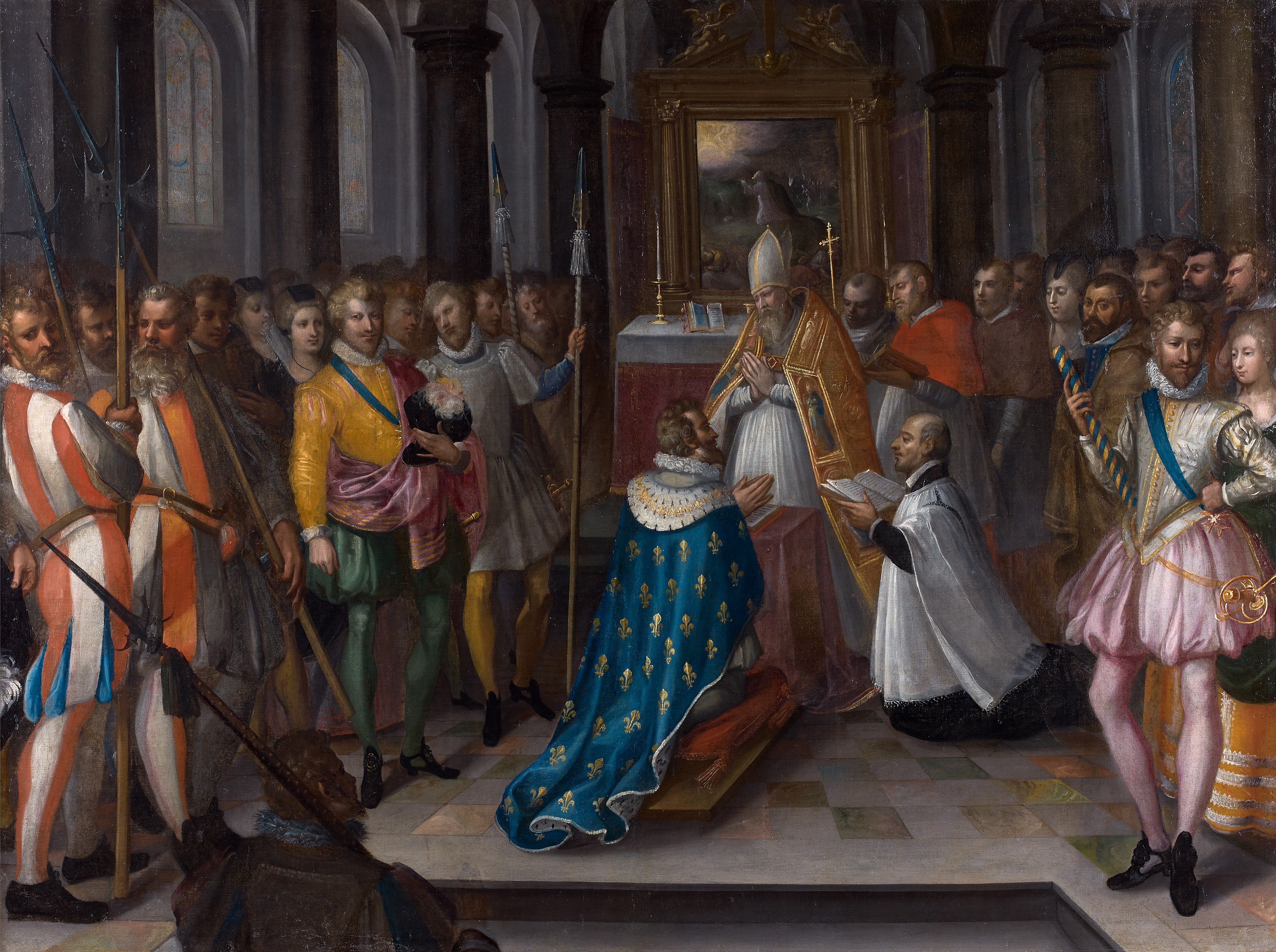
Abjuration vom Heinrich IV., König von Frankreich und Navarra, am 25. Juli 1593 in der Kathedrale von Saint-Denis

Der Begriff Abjuration (auch Abjuratio; „Abschwörung“) bezeichnet in  der römisch-katholischen Tradition einen rituell-formalen Teil der Aufnahme oder Wiederaufnahme in die Kirche.
Diese Aufnahme kann im christlichen Verständnis im Rahmen der Taufe als „abrenuntiatio [diaboli]“ (lat., „Absage an den Teufel“) oder zur Wiederaufnahme eines Gläubigen als Loslösung von häretischem Gedankengut durchgeführt werden.
Bei Häresie, Schisma und Apostasie ist die 1859 eingeführte Abschwörung der abgelegten Glaubensinhalte bei der Rekonziliation seit 1960 jedoch nicht mehr vorgesehen; es genügte nun wieder die Ablegung des Glaubensbekenntnisses.
Eine bekannte Abjuration in Bosnien ist die Abschwörung vom Bilino-Feld zu Zeiten des Ban Kulin.